# Sam Houser
Sam Houser (Londra, 3 novembre 1971) è un autore di videogiochi britannico naturalizzato statunitense.

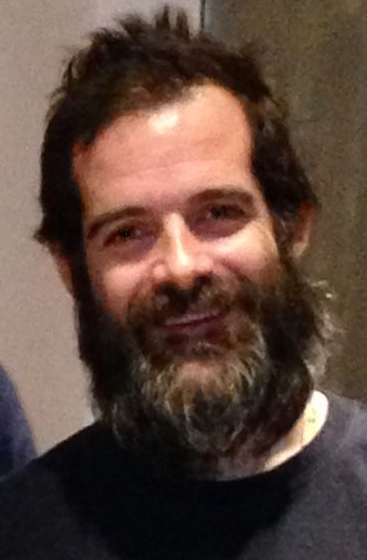
Sam Houser

Cofondatore e presidente della casa produttrice di videogiochi Rockstar Games, è una delle menti creative dietro il franchise Grand Theft Auto, assumendo il ruolo di regista e produttore sin da Grand Theft Auto III. È responsabile della trasformazione di GTA in 3D, creando città realistiche attraverso motori interamente tridimensionali, rendendo la serie una delle più profittevoli della sesta era dei videogiochi. Nel 2009 la rivista statunitense Time ha collocato Sam Houser al 35º posto nella classifica dei 100 uomini più influenti del mondo.

## Biografia
Sam Houser nasce a Londra il 3 novembre 1971, figlio dell'avvocato Walter Houser e dell'attrice Geraldine Moffat. Sam trasse ispirazione da film sul crimine sin da giovane in quanto la madre recitava in film di quel genere, le sue principali fonti di ispirazione furono il film Getaway! e i videogiochi Elite e Mr. Do!.
Compie i suoi primi studi presso la St Paul's School a Londra per poi laurearsi presso l'Università di Cambridge.
Sam diviene un produttore video per l'etichetta discografica BMG Entertainment (l'attuale BMG Rights Management), divisione della multinazionale tedesca Bertelsmann, dopo aver pranzato, insieme al padre, col produttore esecutivo dell'azienda, che affermò che Houser aveva delle ottime idee. Dopo che BMG divenne partner di una piccola compagnia di CD-ROM, Sam si trasferì presso la divisione BMG Interactive in modo da lavorare più da vicino nello sviluppo di videogiochi.
Nel 1998 BMG Interactive viene acquisita da Take-Two Interactive e riformata in Rockstar Games, di cui Houser diviene presidente e cofondatore, insieme a suo fratello Dan Houser, Terry Donovan, Jamie King e Gary Foreman.
Accreditato come produttore esecutivo, Houser è anche il creatore di molti giochi della serie Grand Theft Auto sin dal terzo capitolo, insieme a suo fratello Dan Houser.
Le responsabilità di Houser furono: "Assicurarsi che il gioco abbia un aspetto, un suono, una storia e una atmosfera che funzionasse". Egli descrive i tre giochi della sesta era della serie come un tutt'uno, formando una "trilogia", che rappresenta una visione distorta della Costa Est all'inizio del nuovo millennio (Grand Theft Auto III), seguita da una reinterpretazione della Miami degli anni '80 (Grand Theft Auto: Vice City), e per ultimo, uno sguardo sulla California dei primi anni '90 (Grand Theft Auto: San Andreas).
Nel 2007 ottiene la cittadinanza statunitense.
Nonostante lo status di creatori della serie Grand Theft Auto, uno dei franchise più di successo di tutti i tempi, Sam e suo fratello Dan hanno evitato le luci della ribalta, concentrandosi nel brand Rockstar Games, piuttosto che ricevere i benefici personali dei loro giochi di successo.

## Film biografico
Nel 2015 Daniel Radcliffe interpreta Sam Houser nel film della BBC The Gamechangers. Il film è incentrato sullo scontro fra Houser e Jack Thompson, avvocato noto per le sue crociate anti-videogiochi. La battaglia fra i due uomini, cominciata nel 2003, fu persa dal legale, che nel 2008 venne radiato dall'albo degli avvocati. Il film è diretto da Owen Harris mentre la sceneggiatura è di James Wood.

## Produttore esecutivo
- Grand Theft Auto III (2001)
- Max Payne (2001)
- Grand Theft Auto: Vice City (2002)
- Max Payne 2: The Fall of Max Payne (2003)
- Manhunt (2004)
- Grand Theft Auto: San Andreas (2004)
- Red Dead Revolver (2004)
- The Warriors (2005)
- Grand Theft Auto: Liberty City Stories (2005)
- Grand Theft Auto: Vice City Stories (2006)
- Canis Canem Edit (2006)
- Manhunt 2 (2007)
- Grand Theft Auto IV (2008)
- Red Dead Redemption (2010)
- Max Payne 3 (2012)
- Grand Theft Auto V (2013)
- Red Dead Redemption 2 (2018)
- Grand Theft Auto VI (2026)

## Scrittore
- Body Harvest (1998)
- Space Station Silicon Valley (1998)
- Grand Theft Auto: London, 1969 (1999)
- Grand Theft Auto 2 (1999)
- Grand Theft Auto III (2001)
- Grand Theft Auto: Vice City (2002)
- Grand Theft Auto: San Andreas (2004)
- Grand Theft Auto: Liberty City Stories (2005)
- Grand Theft Auto: Vice City Stories (2006)
- Grand Theft Auto IV (2008)
- Grand Theft Auto IV: The Lost and Damned (2009)
- Grand Theft Auto IV: The Ballad of Gay Tony (2009)
- Grand Theft Auto V (2013)
- Grand Theft Auto VI (2026)

## Voce
- Grand Theft Auto III (2001) - Impiegato "Sam" Ammu-Nation
- Grand Theft Auto: Vice City (2002) - Impiegato Ammu-Nation
- Grand Theft Auto: San Andreas (2004) - Gangster (non accreditato)
- Grand Theft Auto IV (2008) - Pedone (non accreditato)